# Операция Слава
„Операция Слава“ е вечерно съботно шоу по телевизия bTV с телевизионен водещ Росен Петров. Стартира на 7 февруари 2009 г., в което се разглеждат славни моменти от българската история. Излъчва се 12 поредни съботи от 22:30 часа.
Поредицата е посветена на 100-годишнината от обявяването на Независимостта на България и е финансирана със субсидия от 1,7 милиона лева, отпусната от правителството на Сергей Станишев.. Продуцент на историческото шоу е „Дрийм тийм прадакшънс“.
В телевизионно студио със специално изработен декор, обединяващ модерната телевизионна визия с патриотичната символика, 12 ексклузивни серии ще ни припомнят най-великите битки в историята на българите, както и забравени български герои, които трябва да помним.
Телевизионният формат ще припомни на много българи за платената с кръв свобода и ще помогне на зрителите да научат за важни и малко известни събития от собствената си история.

## Епизоди
1. Сливница или завръщането на българите 1885
2. Одрин или българския дух 1913
3. Битката на кан Тервел или спасяването на Европа 717
4. Шипка или раждането на свободата 1877 – 1878
5. Кан Аспарух или великата победа 680
6. Цар Калоян или разгромът на рицарите 1205
7. Драва или изпълнения дълг
8. Кан Крум или Великата сила 811
9. Тутракан или щурмът на честта 1916
10. Иван Асен II или българската мечта 1230
11. Ахелой или раждането на една империя 917
12. Битката при Дойран или българската Валхала 1916 – 1918